# Mapa Dymaxion

Mapa Dymaxion desplegat buscant les masses de terra contigües.

El  mapa Dymaxion  o  projecció de Fuller  de la Terra és una projecció d'un mapamundi en la superfície d'un políedre que pot desplegar en una xarxa de moltes formes diferents i aplanar per formar un mapa bidimensional que reté la major part de la integritat proporcional relativa del mapa del globus. Va ser creat per Buckminster Fuller, qui el va patentar el 1946. A la patent la projecció mostrada és sobre un Cuboctàedre. La versió de 1954 publicada per Fuller amb el títol  The AirOcean World Map  emprava un icosaedre lleugerament modificat però gairebé completament regular com a base per a la projecció, versió més coneguda en l'actualitat. El nom  Dymaxion  es va aplicar a moltes invencions de Fuller.
A diferència de la majoria de projeccions, l'Dymaxion està concebut només per a representar el globus sencer.

## Propietats
Fuller va assegurar que el seu mapa tenia molts avantatges sobre altres projeccions geogràfiques.
Té menys distorsió de la mida relatiu de les regions, especialment si se'l compara amb la projecció de Mercator i menys distorsió de les formes, particularment quan el compara amb la projecció Gall-Peters.
Un tret distintiu del Dymaxion és que no té una adreça que vagi a dalt. Fuller va dir sovint que en l'univers no hi ha «dalt» i «baix» ni «nord» i «sud»: només «dins» i «fora». Les forces gravitacionals de les estrelles i els planetes creen «dins», que significa "cap al centre gravitacional» i «fora» que significa «lluny del centre gravitacional». Va associar la representació dels mapes habituals amb el nord a dalt i el sud avall al biaix cultural. Cal destacar que hi ha altres projeccions geomètriques que no tenen el nord a dalt.
No hi ha una orientació «correcta» del mapa Dymaxion. Desplegar les cares triangulars de l'icosaedre és en una xarxa que mostra masses de terra gairebé contigües que comprenen els continents de la terra, i no grups de continents dividits per oceans. Si es desplega d'una altra manera es mostra el món dominat per una massa d'aigua connexa envoltada de terra.

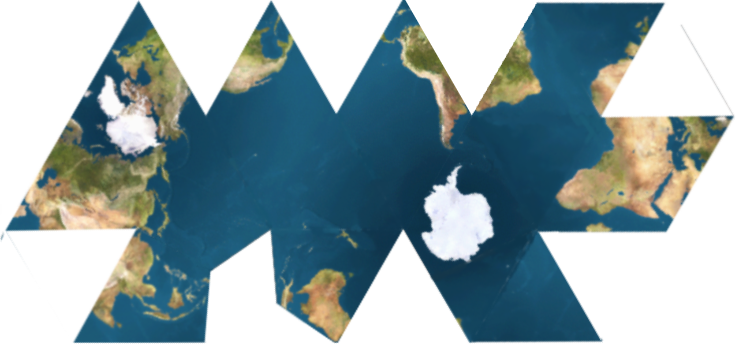
Aquesta xarxa mostra oceans connectats envoltant l'Antàrtida.

## Impacte
Una pintura de 1967 de Jasper Johns mostra un mapa Dymaxion.  «Map (Based on Buckminster Fuller's Dymaxion Airocean World)»  es troba a la col·lecció permanent del Museu Ludwig de Colònia.